# 长峰桥
长峰桥，是位于中国福建省宁德市周宁县玛坑乡长峰村的一个清代古建筑，2012年入选周宁县第三批文物保护单位。
长峰桥始建于清朝乾隆三十三年（1768年），道光十二年（1832年）、民国23年（1934年）、2008年数次重修，桥为木制单拱廊桥，南北走向，长22.1米，宽4.7米，距水面高6.87米，拱跨度15米，两端为鵝卵石砌成的桥墩，廊屋为九间四十柱，东北侧有奉祀真武大帝的神龛，中间为穿斗、抬梁混合式木构架歇山顶，两端为2009年自土墙改建而来的砖墙，南侧立有一通道光十八年（1838年）的石碑。